# Biegi narciarskie na Zimowych Igrzyskach Olimpijskich 2022 – sztafeta mężczyzn
Sztafeta mężczyzn na Zimowych Igrzyskach Olimpijskich 2022 odbyła się 13 lutego na Zhangjiakou National Cross-Country Skiing Centre w Zhangjiakou.
Mistrzami olimpijskimi zostali reprezentantci Rosyjskiego Komitetu Olimpijskiego w składzie: Aleksiej Czerwotkin, Aleksandr Bolszunow, Dienis Spicow, Siergiej Ustiugow, srebrnymi medalistami zostali Norwegowie (Emil Iversen, Pål Golberg, Hans Christer Holund, Johannes Høsflot Klæbo), a na najniższym stopniu podium stanęli Francuzi reprezentowani przez Richarda Jouve, Hugo Lapalusa, Clémenta Parisse i Maurice Manificata.

## Terminarz
| Data      | Konkurencja | Godzina rozpoczęcia | Godzina rozpoczęcia |
| Data      | Konkurencja | UTC+08:00           | CET                 |
| --------- | ----------- | ------------------- | ------------------- |
| 13 lutego | Finał       | 15:00               | 08:00               |

## Wyniki
| Miejsce | Bib | Reprezentacja               | Zawodnicy                                                                   | Czas zawodnika                  | Czas drużyny | Strata   |
| ------- | --- | --------------------------- | --------------------------------------------------------------------------- | ------------------------------- | ------------ | -------- |
| 01 !    | 2   | Rosyjski Komitet Olimpijski | Aleksiej Czerwotkin Aleksandr Bolszunow Dienis Spicow Siergiej Ustiugow     | 30:14,7 29:32,0 27:22,6 27:41,4 | 1:54:50,7    | —        |
| 02 !    | 1   | Norwegia                    | Emil Iversen Pål Golberg Hans Christer Holund Johannes Høsflot Klæbo        | 30:49,1 29:57,1 27:08,0 28:03,7 | 1:55:57,9    | +1:07,2  |
| 03 !    | 3   | Francja                     | Richard Jouve Hugo Lapalus Clément Parisse Maurice Manificat                | 31:04,9 29:51,5 27:02,1 28:08,6 | 1:56:07,1    | +1:16,4  |
| 4.      | 4   | Szwecja                     | Oskar Svensson William Poromaa Jens Burman Johan Häggström                  | 31:16,0 29:30,4 27:08,3 29:05,7 | 1:57:00,4    | +2:09,7  |
| 5.      | 7   | Niemcy                      | Janosch Brugger Friedrich Moch Florian Notz Lucas Bögl                      | 30:38,2 30:18,5 28:08,1 28:41,7 | 1:57:46,5    | +2:55,8  |
| 6.      | 6   | Finlandia                   | Ristomatti Hakola Iivo Niskanen Perttu Hyvärinen Joni Mäki                  | 32:02,2 28:53,9 29:08,8 29:23,7 | 1:59:28,6    | +4:37,9  |
| 7.      | 5   | Szwajcaria                  | Dario Cologna Jonas Baumann Candide Pralong Roman Furger                    | 31:12,1 30:51,9 28:32,8 29:36,5 | 2:00:13,3    | +5:22,6  |
| 8.      | 14  | Włochy                      | Federico Pellegrino Francesco De Fabiani Giandomenico Salvadori Davide Graz | 30:38,8 30:52,1 29:05,8 29:39,9 | 2:00:16,6    | +5:25,9  |
| 9.      | 8   | Stany Zjednoczone           | Luke Jager Scott Patterson Gus Schumacher Kevin Bolger                      | 32:53,7 31:16,2 29:03,4 29:43,0 | 2:02:56,3    | +8:05,6  |
| 10.     | 9   | Japonia                     | Ryo Hirose Hiroyuki Miyazawa Naoto Baba Haruki Yamashita                    | 31:13,0 32:49,4 28:50,1 30:09,0 | 2:03:01,5    | +8:10,8  |
| 11.     | 10  | Kanada                      | Graham Ritchie Antoine Cyr Olivier Léveillé Rémi Drolet                     | 32:57,3 31:51,6 29:05,0 30:07,2 | 2:04:01,1    | +9:10,4  |
| 12.     | 11  | Czechy                      | Adam Fellner Michal Novák Petr Knop Jan Pechoušek                           | 31:48,8 31:58,1 29:06,0 32:04,9 | 2:04:57,8    | +10:07,1 |
| 13.     | 13  | Chińska Republika Ludowa    | Shang Jincai Liu Rongsheng Wang Qiang Chen Degen                            | 32:26,3 32:24,9 29:45,3 LAP     | LAP          |          |
| 14.     | 15  | Słowenia                    | Miha Šimenc Miha Ličef Vili Črv Janez Lampič                                | 31:11,5 33:19,2 29:47,9 LAP     | LAP          |          |
| 15.     | 12  | Estonia                     | Marko Kilp Alvar Johannes Alev Martin Himma Henri Roos                      | 34:09,6 31:52,3 LAP             | LAP          |          |